# Lorenzo Scupoli
Lorenzo Scupoli, magyarosan Scupoli Lőrinc (Otranto, 1530 körül – Nápoly, 1610. november 28.) olasz katolikus pap és aszkétikus író, a Theatiner rend tagja.

## Életrajza
Scupoli Lőrinc 1569-ben, 40 évesen lett a Theatiner rend tagja, vallási neve "Lawrenc" volt. Tanítványa volt Avellino Szent Andrásnak és P. Girolamo Ferro-nak. 1585-ben rágalmak miatt visszatért a világi életbe. Ezután írta könyvét: "A szellemi hadviselés" ( lat. "Certamen spirituale" címmel. 1589-ben jelent meg olasz kiadása: "Il Combattimento spirituale") címen, majd számos nyelvre lefordított kiadása jelenik meg mind a mai napig. Scupoli halála időpontjában már a 60. kiadása jelent meg ennek a munkának.

## Művei
- Szellemi hadviselés "Il Combattimento spirituale" (Velence, 1589),

### Magyarul
- Laurentius Scupuli lelki viadalma; ford. egy seraficus Sz. Ferencz szerzetbéli atya; Royer, Pozsony, 1722
- Scupuli Lőrintz: Lelki viadalom; ford. egy serafikus Szent Ferentz szerzetbéli atya; Seminárium Ny., Nagyvárad, 1780
- Tiszt. Skupuli Lőrinc Lelki harca; ford. Nogáll János; fordítói, Nagyvárad, 1893 (Lelki kincstár az épületes irodalom remekeiből)
- Skupuli Lőrinc lelki harca; ford. Nogall János; 3. bőv. kiad.; s.n., Nagyvárad, 1899 (Lelki kincstár az épületes irodalom remekeiből)
- Lelki harc; ford. Gerely Jolán; Szalézi Művek, Rákospalota, 1934